# Mistrovství Československa v krasobruslení
Mistrovství Československa v krasobruslení se konalo v letech 1922–1993.
Pokud byly v dané kategorii pouze jeden nebo dva soutěžní páry, titul mistra Československa se neuděloval.
V době protektorátu organizoval mistrovství Český bruslařský svaz. První ročník v kategorii tanečních párů (dvojic) se konal v roce 1959. V roce 1961 se mistrovství zúčastnili i závodníci z NDR. V kategorii mužů byl Bockenauer druhý a ve sportovních dvojicích byl pár Senfová-Göbel třetí.
Poslední ročník se konal v roce 1993.

## Přehled ročníků

### Mistrovství Československé republiky (1922 až 1939)
| - MČSR 1922 – - MČSR 1923 – - MČSR 1924 – - MČSR 1925 – - MČSR 1926 – - MČSR 1927 – - MČSR 1928 – - MČSR 1929 – - MČSR 1930 – | - MČSR 1931 – - MČSR 1932 – - MČSR 1933 – - MČSR 1934 – - MČSR 1935 – - MČSR 1936 – - MČSR 1937 – - MČSR 1938 – - MČSR 1939 – |

### Mistrovství Protektorátu Čechy a Morava
- Mistr. protektorátu 1940 –
- Mistr. protektorátu 1941 – Jičín[4]
- Mistr. protektorátu 1942 – Jičín[4]
- Mistr. protektorátu 1943 – Chrudim
- Mistr. protektorátu 1944 –

### Mistrovství Československa (1945 až 1993)
| - MČSR 1945 – nekonalo se - MČSR 1946 – - MČSR 1947 – - MČSR 1948 – - MČSR 1949 – - MČSR 1950 – Ostrava - MČSR 1951 – Praha - MČSR 1952 – Ostrava - MČSR 1953 – Bratislava - MČSR 1954 – Brno - MČSR 1955 – Ostrava - MČSR 1956 – Praha - MČSR 1957 – Praha - MČSR 1958 – Praha - MČSR 1959 – Bratislava - MČSR 1960 – Praha | - MČSSR 1961 – Ostrava - MČSSR 1962 – Bratislava - MČSSR 1963 – Opava - MČSSR 1964 – Brno - MČSSR 1965 – Praha - MČSSR 1966 – Ostrava - MČSSR 1967 – Gottwaldov - MČSSR 1968 – Brno - MČSSR 1969 – České Budějovice - MČSSR 1970 – Prešov - MČSSR 1971 – Plzeň - MČSSR 1972 – Karviná - MČSSR 1973 – Liptovský Mikuláš - MČSSR 1974 – Praha - MČSSR 1975 – Havířov - MČSSR 1976 – Praha - MČSSR 1977 – Žilina | - MČSSR 1978 – Brno - MČSSR 1979 – Bratislava - MČSSR 1980 – Karviná - MČSSR 1981 – Košice - MČSSR 1982 – Prostějov - MČSSR 1983 – Banská Bystrica - MČSSR 1984 – Olomouc - MČSSR 1985 – Havířov - MČSSR 1986 – Bratislava - MČSSR 1987 – Prostějov - MČSSR 1988 – Nitra - MČSSR 1989 – Havířov - MČSSR 1990 – - MČSFR 1991 – - MČSFR 1992 – - MČSFR 1993 – - pokračuje MČR 1994 |